# Veronica Falls
Veronica Falls est un groupe britannique d'indie pop formé à Londres en 2009.
Après avoir sorti deux albums et plusieurs singles remarqués par la presse et les médias spécialisés, les quatre membres du groupe se dispersent en 2014 dans divers projets musicaux.

## Biographie
Veronica Falls se forme en 2009 à l'initiative de Roxanne Clifford (chant et guitare) et Patrick Doyle (batterie), tous deux  originaires de Glasgow et jouant précédemment ensemble dans le groupe Sexy Kids.
Ils sont rapidement rejoints par le guitariste James Hoare (issu du groupe Your Twenties) puis par Marion Herbain, une amie d'origine française, à la basse,. Cette dernière ne savait pas jouer de l'instrument lorsqu'elle a intégré le groupe et a appris sur le tas.
Le quatuor sort sur le label indépendant Captured Tracks un premier single, Found Love in a Graveyard, en 2010, suivi la même année par un second, Beachy Head, tous deux remarqués par la critique,. Un troisième simple, Bad Feeling,, est publié en août 2011 avant la sortie du premier album simplement intitulé Veronica Falls et co-édité en septembre 2011 par le label Bella Union, créé par l'ex-Cocteau Twins Robin Guthrie, ainsi que Slumberland Records aux États-Unis. Il est reçu très favorablement par les critiques,,,,,.
Le groupe qui se produit en concert depuis ses débuts, part défendre son album sur les scènes européennes et nord-américaines,. 
2012 voit la parution de deux nouveaux singles, My Heart Beats et Teenage,, extraits du second album, Waiting for Something to Happen, qui sort le 4 février 2013 et obtient une nouvelle fois les faveurs des critiques musicaux,,,,,. Une tournée à travers l'Europe et l'Amérique du Nord suit dans la foulée.
Le groupe est notamment à l'affiche de plusieurs festivals, tels Primavera Sound Festival à Porto, La Route du Rock, Reading and Leeds Festivals,,.
Deux singles supplémentaires sont extraits de l'album, la chanson titre, Waiting for Something to Happen et Broken Toy,.
Une chanson inédite, Nobody There, fait l'objet d'un nouveau single en octobre 2013 alors que le quatuor part jouer en Australie et en Asie.
En 2014, les membres du groupe se lancent dans de nouveaux projets musicaux. Roxanne Clifford démarre en solo sous le nom de Patience, s'orientant vers la synth pop. Un album intitulé Dizzy Spells sort en 2019, avec la participation de Marion Herbain sur une chanson.
Le guitariste James Hoare joue dans les groupes The Proper Ornaments et Ultimate Painting. Le batteur Patrick Doyle forme Boys Forever et Basic Plumbing. Ce dernier meurt en mars 2018 à l'age de 32 ans. Plusieurs artistes parmi lesquels Alex Kapranos, chanteur et guitariste du groupe Franz Ferdinand, lui rendent hommage via les réseaux sociaux.

## Membres
- Roxanne Clifford: chant, guitare
- James Hoare: guitare, chœurs
- Marion Herbain: basse
- Patrick Doyle: batterie, chœurs

## Discographie

### Singles
- 2010 - Found Love in a Graveyard
- 2010 - Beachy Head
- 2011 - Bad Feeling
- 2012 - My Heart Beats
- 2012 - Teenage
- 2013 - Waiting for Something to Happen
- 2013 - Broken Toy
- 2013 - Nobody There

### Albums
- 2011 - Veronica Falls
- 2013 - Waiting for Something to Happen

### EPs
- 2011 - 5 Demos
- 2011 - 6 Covers
- 2013 - 6 Covers Vol. 2